# Dresconella nivicola
Dresconella nivicola är en spindelart som först beskrevs av Simon 1884.  Dresconella nivicola ingår i släktet Dresconella och familjen täckvävarspindlar.
Artens utbredningsområde är Frankrike. Inga underarter finns listade i Catalogue of Life.